# Kierowca dla Wiery
Kierowca dla Wiery (ros. Водитель для Веры, Woditiel dla Wiery) – rosyjsko-ukraiński dramat obyczajowy z 2004 roku w reżyserii Pawła Czuchraja.

## Opis fabuły
ZSRR l. 60. Młody, wojskowy szofer imieniem Wiktor zostaje osobistym kierowcą gen. Sierowa na Krymie. Najczęściej jednak przychodzi mu wozić córkę generała – Wierę. Jest to pełna temperamentu i niepokorna dziewczyna, która będąc w ciąży z bliżej nieznanym mężczyzną, początkowo chce dokonać aborcji. Przeciwny temu ojciec-generał robi wszystko, aby Wiera urodziła dziecko. Pomaga mu w tym Wiktor. Początkowo stosunki Wiery i Wiktora cechuje skrajny antagonizm, jednak stopniowo, pomiędzy młodymi ludźmi szybko rodzi się poważne uczucie, które jest akceptowane przez ojca. Wierze podoba się przystojny i opiekuńczy szofer, a Wiktor dostrzega w małżeństwie z córką generała szansę na karierę. Wkrótce Wiera rodzi dziewczynkę i obydwoje młodzi zaczynają tworzyć szczęśliwy związek pod kuratelą wszechwładnego ojca.
Jednak wkrótce do akcji wkraczają agenci KGB. Kilka lat wcześniej Sierow wykonał rozkaz wysokiego rangą funkcjonariusza KGB, którego pisemne potwierdzenie przechowuje w swoim domowym sejfie i które obecnie jest dla tego funkcjonariusza zagrożeniem, a dla Sierowa gwarancją nietykalności. Pewnej nocy, pod pozorem dezynfekcji do willi generała wkraczają agenci KGB, zabijają Sierowa i plądrują sejf. Przygodnymi świadkami zabójstwa stają się Wiera i Wiktor. Kobieta ginie od kuli kagiebisty, a Wiktorowi udaje się zbiec wraz z dzieckiem. Pomimo pościgu, dzięki pomocy jednego ze znajomych agentów KGB, dociera do nadmorskiej wsi, gdzie zostawia dziecko byłej służącej generała. Sam ucieka dalej zapewniając, że wróci...

## Obsada aktorska
- Igor Pietrienko – Wiktor
- Jelena Babienko – Wiera
- Bohdan Stupka – gen. Sierow
- Andriej Panin – agent KGB, który pomógł Wiktorowi
- Jekatierina Judina – służąca Lida
- Marina Gołub – kucharka Zinaida
- Walerij Barinow – gen. Klimienko
- Natalia Gudkowa – Andżela
- Alisa Griebienszczikowa – „Ruda”
- Dmitrij Wysocki – Rohes, ojciec dziecka Wiery
- Natalia Gorszkowa – niania
- Alieksiej Zielenski – śledczy
- Siergiej Udowik – śledczy
- Aleksandr Mieziencew – lekarz w szpitalu rejonowym
- Władimir Kowal – ginekolog
- Aleksandr Szawrin – anatomopatolog
- Oleg Łopuchow – adiutant gen. Sierowa
- Galina Pietrowa – ciotka Wiery
- Aleksandr Fastowski – agent KGB (dezynfekator)
- Aleksandr Diediuszko – agent KGB (dezynfekator)

## Produkcja
Zdjęcia kręcono na Krymie w Sewastopolu i Bałakławie.